# レオニード・コハンスキ
レオニード・コハンスキ（Leonid Kochanski, 1893年10月25日または1893年11月25日 - 1980年1月12日）は、ロシアオリョール出身のポーランド（のちフランス）人ピアニスト・ピアノ教育家。兄はヴァイオリニストのパウル・コハンスキ。

## 経歴
オデッサの帝立音楽学校で学んだのち、1910年にライプツィヒ音楽院を首席で卒業。同年初の独奏会を開催。ドイツ各地で演奏会を重ねたのち、兄パウルの伴奏者として世界音楽旅行。1919年、ベルリンのロシア音楽院の教授に就任。1925年、レオニード・クロイツァーの推薦により来日し、1931年まで東京音楽学校で教授を務める。日本を離れてからは、主にフランスに居住し、演奏会開催と教育活動を継続。1953年、再度来日。1966年まで武蔵野音楽大学でピアノ科教授として教鞭をとる。
河上徹太郎、諸井三郎、福井直俊、井口秋子、見田公子、小野田沖子、井口基成、井口愛子、豊増昇、舘野泉、中村紘子らが師事した。